# Морозов, Георгий Андрианович
Георгий Андрианович Морозов (1923—1971) — старшина Рабоче-крестьянской Красной Армии, участник Великой Отечественной войны, Герой Советского Союза (1944).

## Биография
Родился 24 апреля 1923 года в деревне Упрямово (ныне — Юхновский район Калужской области). После окончания семи классов школы проживал в городе Электросталь Московской области, работал на машиностроительном заводе. В июне 1941 года был призван на службу в Рабоче-крестьянскую Красную Армию и направлен на фронт Великой Отечественной войны.
К октябрю 1943 года гвардии красноармеец Георгий Морозов был разведчиком взвода пешей разведки 2-го гвардейского воздушно-десантного полка 3-й гвардейской воздушно-десантной дивизии 60-й армии Воронежского фронта. Отличился во время битвы за Днепр. 2 октября 1943 года в составе разведгруппы провёл разведку в районе села Страхолесье Чернобыльского района Киевской области Украинской ССР. Когда во время возвращения группа была обнаружена противником, в бою он уничтожил 30 солдат и офицеров противника. В ночь с 7 на 8 октября 1943 года во время боя за село Медвин того же района скрытно подобрался в пулемётной точке противника и уничтожил расчёт, после чего открыл огонь из захваченного пулемёта по основным силам противника, уничтожив около 20 солдат и офицеров противника, сам был тяжело ранен, но продолжал сражаться.
Указом Президиума Верховного Совета СССР «О присвоении звания Героя Советского Союза генералам, офицерскому, сержантскому и рядовому составу Красной Армии» от 10 января 1944 года за «образцовое выполнение боевых заданий командования на фронте борьбы с немецко-фашистскими захватчиками и проявленные при этом отвагу и геройство» был удостоен высокого звания Героя Советского Союза с вручением ордена Ленина и медали «Золотая Звезда» за номером 3051.
В дальнейшем в составе войск 1-го, 2-го и 3-го Украинских фронтов участвовал в освобождении правобережной Украины, Румынии, Венгрии, Австрии. Принимал участие в Житомирско-Бердичевском, Уманско-Ботошанском, Втором Ясско-Кишинёвском и Венском наступлениях, в битве при Дебрецене и взятии Будапешта.
После окончания войны в звании старшины был демобилизован. Вернулся в Электросталь. Работал на Машиностроительном заводе в должностях мастера и старшего аппаратчика основного производства.
Скоропостижно скончался 29 апреля 1971 года.  Похоронен на Старом городском кладбище города Электросталь.

## Семья
Жена - Морозова Анна Михайловна (24.11.1925 — 08.08.2017)
- Сыновья - Валерий (15.01.1946 — 08.05.2011) и Анатолий (25.12.1949 — 03.11.2001)